# Almamoly

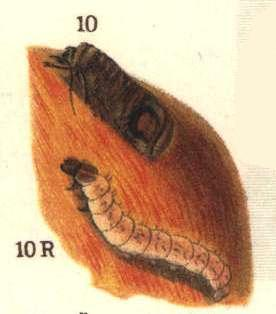
almamoly hernyója

Az almamoly (Cydia pomonella) a valódi lepkék alrendjébe tartozó sodrómolyfélék (Tortricidae) családjának egyik legelterjedtebb faja; közismert mezőgazdasági kártevő. Az alma mellett a körtét, diót is károsítja.

## Elterjedése, élőhelye
Eredetileg palearktikus faj volt, de az évszázadok alatt mindenfelé széthurcolták, és ma már szinte az egész világon előfordul. Amerikába mintegy kétszáz éve vitték be, de azóta megtelepedett Afrikában, Ausztráliában, Japánban és a csendes-óceáni alma- és körtetermesztő területeken is. Rendkívül tűrőképes; síkságokon, hegyvidéken egyaránt előfordul: Iránban 1900, Beludzsisztánban 1850 m magasra hatol fel. Magyarországon őshonos.

## Megjelenése

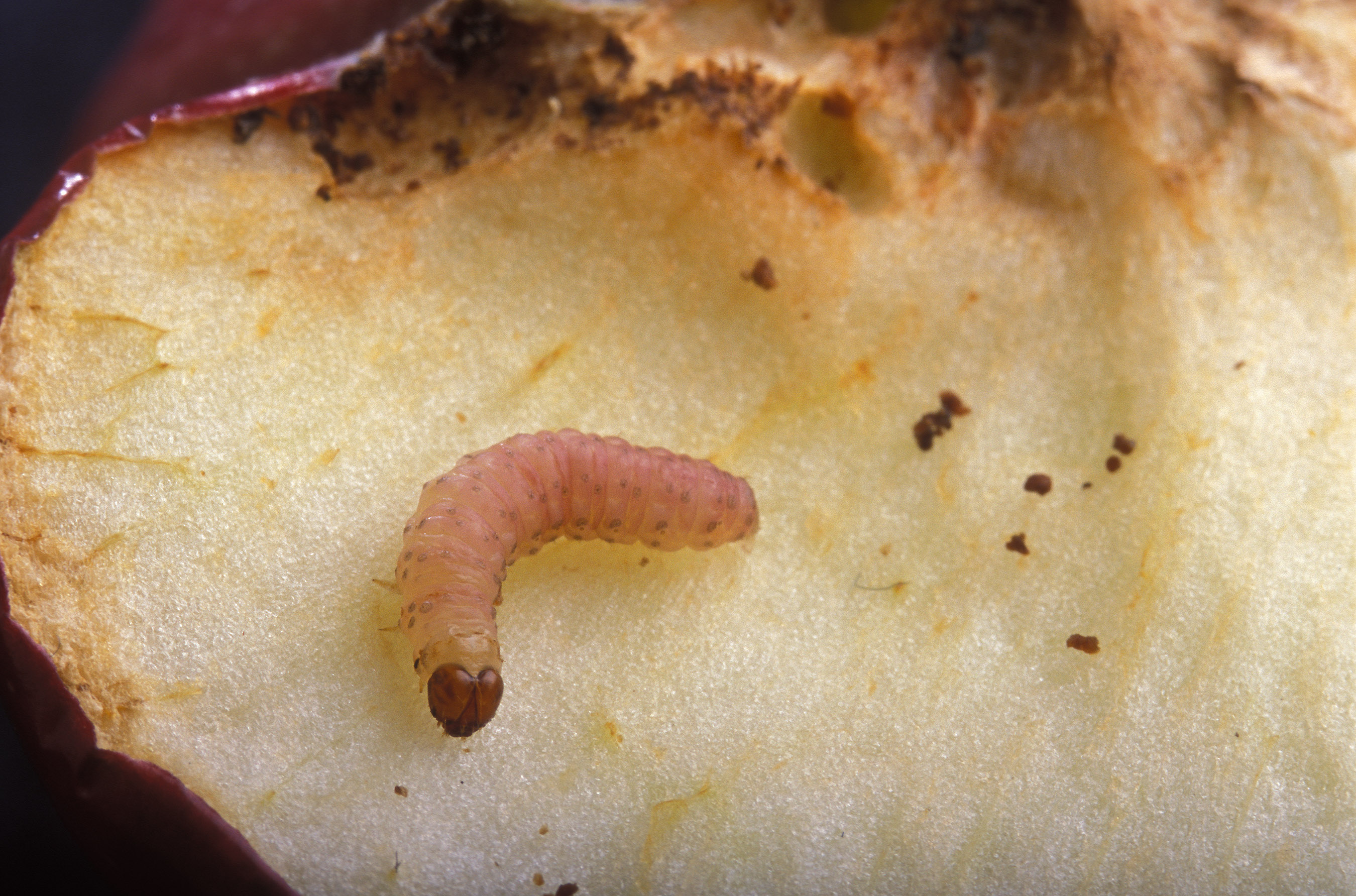
Az almamoly lárvája
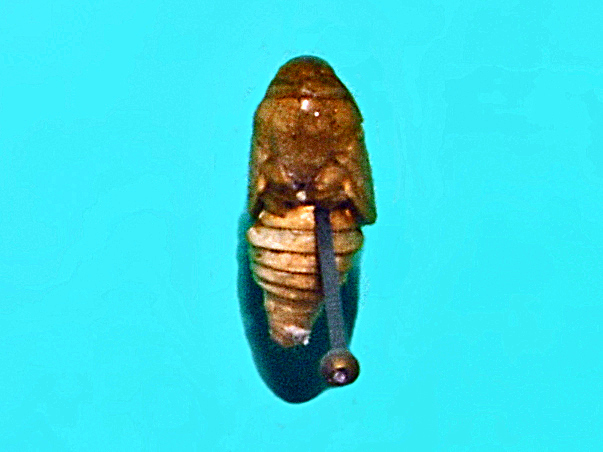
Az almamoly bábja
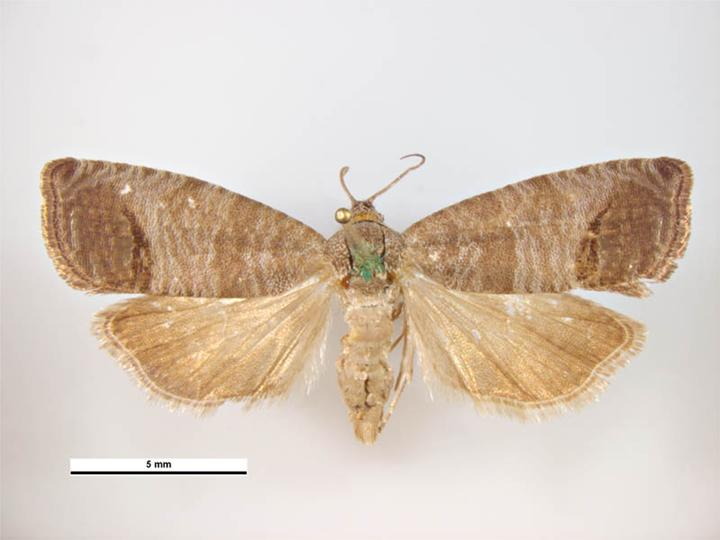
Hím almamolyimágó
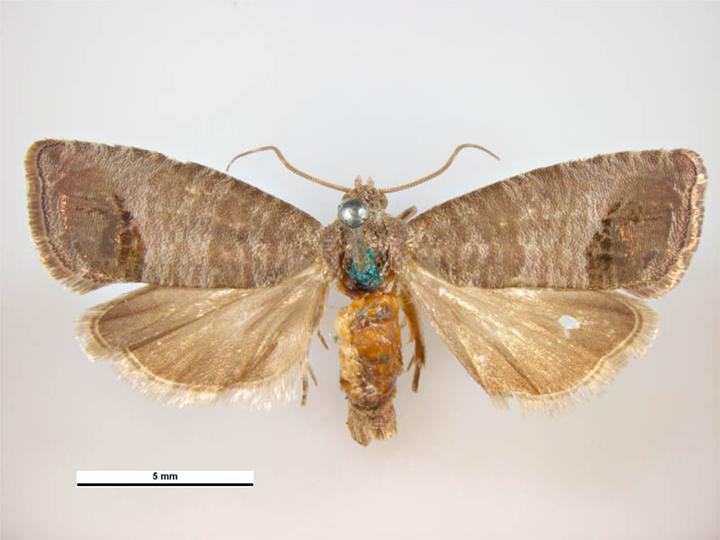
Nőstény almamolyimágó

Imágója sötétszürke; az elülső pár szárny csúcsához közel bronzos-aranyos, illetve fekete rajzolattal. Szárnyának fesztávolsága 14–22 mm.
Lepkéje kéreg-barna, alkonyati állat, hernyója halványpiros. A fák kérge alatt, a talaj felső rétegében és a gyümölcstárolók védettebb helyein telel át és almavirágzás után rajzik.

## Életmódja
Az almamolynak a Kárpát-medencében évente két nemzedéke kel ki. Nagyon kedvező években egy harmadik, gyengébb nemzedéke is lehet. A fejlett hernyók telelnek át, majd májusban indul az első rajzás – a korábban megfigyelhető lepkék a kedvezőbb hőmérsékletű helyeken (raktárakban, házakban) áttelelt hernyók utódai. Az első rajzás július elejéig tart és a második július–augusztusra esik – ez utóbbitól alig választható el az esetleges harmadik rajzás. Az, hogy nemzedékei gyakran összefolynak, megnehezíti a megelőző védekezést.
Az almamoly a gyümölcsfák termésében élő, mérsékelten polifág faj. Eredeti hazai gazdanövényei a középhegységi erdők vad gyümölcsfajai lehettek:
- vadalma,
- vadkörte,
- berkenye.

Ma leginkább az almaféléket károsítja; fő tápnövényei:
- alma,
- körte,
- naspolya,
- birsalma,
- berkenyefajok;

alárendelten egyéb gyümölcsfák is:
- dió,
- kajszi
- gránátalma,
- datolyaszilva,
- narancs.

Apró, víztiszta petéit egyenként rakja a fiatal termésre, vagy alkalmilag a mellette lévő levélre vagy zsenge hajtásra. A kikelő hernyó mélyen berág a gyümölcsbe, amin kisebb be- és nagyobb kifurakodó nyílások láthatók; ez az úgynevezett „férges”, avagy „kukacos” gyümölcs. A gyümölcs húsán csak átrágja magát, és a magvakat eszi, mert csak azokban van elég nitrogén. Mivel egy-egy gyümölcsben nincs számára elegendő mag, egy-egy hernyó többet is megférgesít.
Mintegy négy hét alatt fejlődik ki, ekkor hosszú fonállal a földre ereszkedik, vagy egyszerűen lehull az almával együtt. Rendszerint a faderék valamely repedésében, moha vagy zuzmó alatt, esetleg a szúbogarak elhagyott lyukaiban sző kis fehér, sűrű gubót, és ebben bábozódik. A lepke mintegy 8–10 nap múlva kel ki.
Az utóbbi években az alma legjelentősebb kártevője.

## Védekezési lehetőségek
Az almamoly elleni védekezés fő nehézsége a megfelelő időzítés. Gyakran hőösszeg-számítással becslik meg, hogy mikor ér el valamely fejlődési fázisba — ehhez pontosan kell követni a napi hőmérsékleteket. A raktárakban és más melegebb helyeken áttelelő almamolyok röviddel a szirmok lehullása után kifejlődnek, és lerakják petéiket. A védekezés hatékonysága a rajzás időpontjának kiszámításán múlik.

### Kémiai védekezés
Az almamolyok ellen gyakran használnak növényvédő szereket. A nőstény almamoly szexferomonját tartalmazó csapdák megkönnyítik a rajzás megfigyelését.

### Biológiai védekezés
Az almamolyok elleni biológiai védekezés nehézkes, mert a hernyókat a gyümölcs jól védi. A Trichogramma petefémfürkész darázsfaj petéit az almamoly petéibe rakja, és a kikelő lárvák felfalják az almamoly embrióit. A biológiai védekezés leggyakoribb módszere a gralulovírus (CMGV), aminek vizes oldatával bepermetezik a fát és a terméseket. Miközben a lárvák a kis gyümölcsökön a befúrási helyet keresik, a vírus a tápcsatornájukba kerül. A megbetegedett lárva abbahagyja a táplálkozást és 3-7 nap után elpusztul.

### További módszerek
Az almamoly ellen védekezhetünk hernyófogó övekkel. A fák törzsére 20 cm széles hullámkarton-csíkokat kötözünk 50–70 cm-es magasságban. Ezek nyílásaiba költöznek a bebábozódáshoz készülő hernyók. Az öveket májusban kell kihelyezni, és október végéig 7-10 naponta cserélni. Mivel az övek réseiben hasznos rovarok is menedéket találnak, az összegyűjtött öveket lehetőség szerint ne égessük el, hanem szúnyoghálóval fedett hordóban gyűjtsük. Így a hasznos rovarok ki tudnak szabadulni.

## Kulturális vonatkozások
Veres Péter Almáskert című elbeszélésében természetesen szó esik az almamolyokról is. Egyszer például így: „Természetes, hogy az almamolyok és a többi kukacok csak örülhettek, hogy legfőbb ellenségük, a furfangos öreg, harcképtelen.”